# Rockaway Line

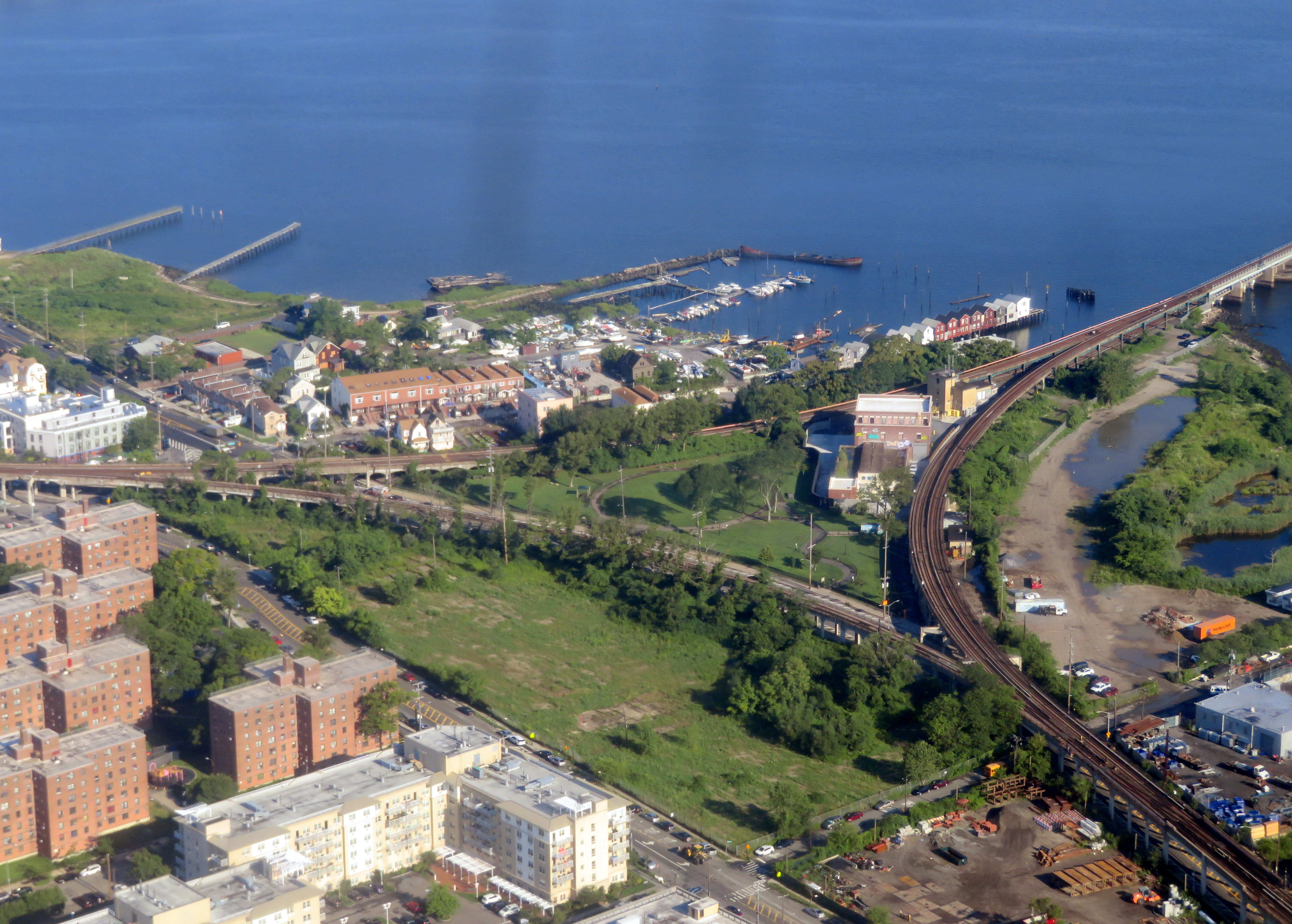
Splitsing van het traject van de Rockaway Line en de Rockaway Park Shuttle aan Hammels Wye op The Rockaways. De twee trajecten zijn onderling ook door een enkel dienstspoor verbonden om zo de driehoek volledig te maken.

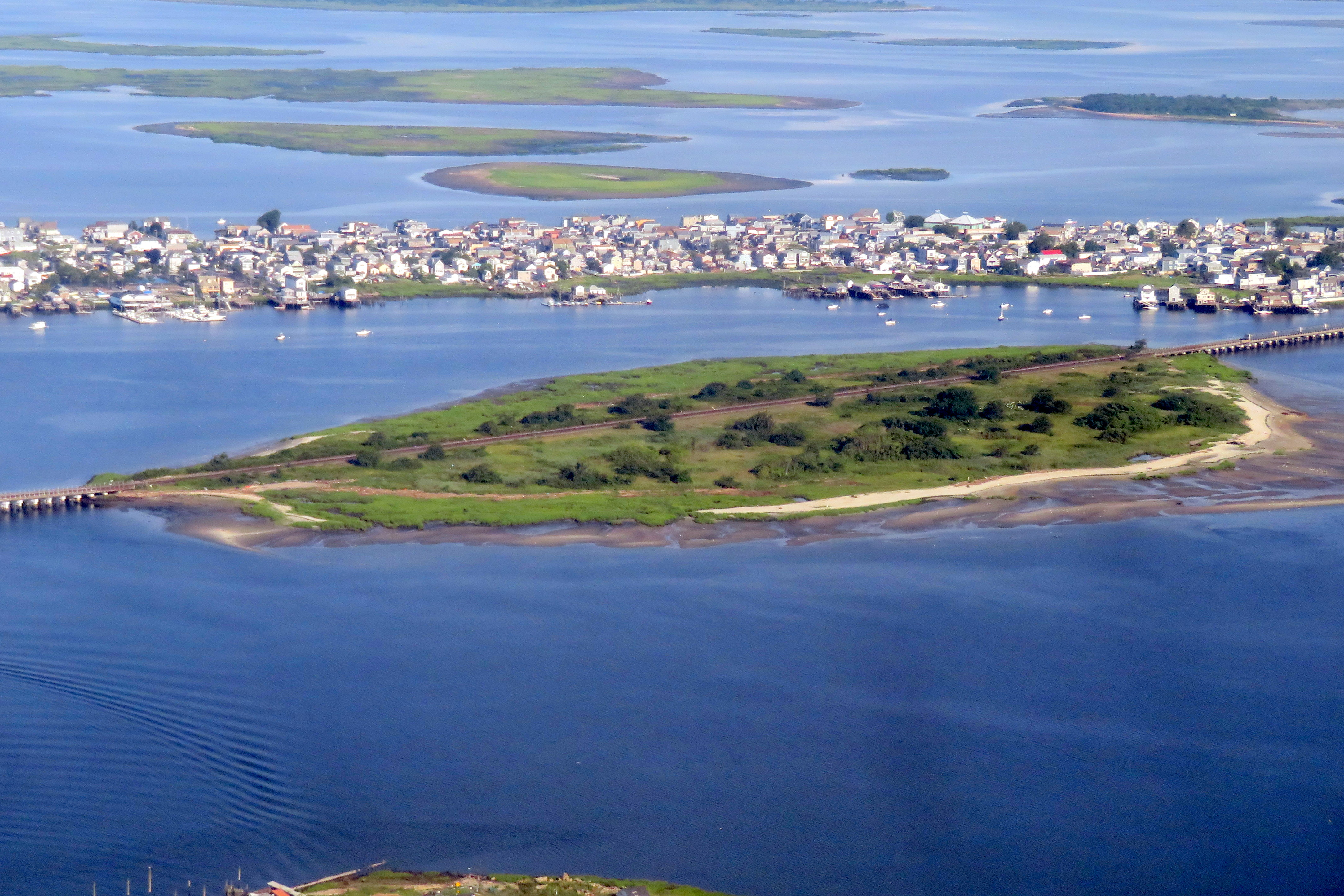
Op de voorgrond Subway Island en op de achtergrond het eiland Broad Channel gelegen in de Jamaica Bay

De Rockaway Line is een metrolijntraject van de metro van New York gelegen in de borough Queens van New York. Het traject is een afsplitsing van de Fulton Street Line na het metrostation Rockaway Boulevard in het zuiden van Queens. De Rockaway Line gaat dan zuidwaarts richting Jamaica Bay, overspant dit estuarium en eindigt op het schiereiland The Rockaways in het uiterste zuidoosten van Queens aan de Atlantische kust.
De buurten Ozone Park en Howard Beach in het zuiden van Queens, het eiland Broad Channel en de buurten Arverne, Edgemere, Far Rockaway, Rockaway Beach  en Rockaway Park op The Rockaways worden met het metrolijntraject van de Rockaway Line bediend. 
Het hele traject wordt verzorgd door metrolijn A. Vanop het station Broad Channel op het gelijknamige eiland in Jamaica Bay lopen de sporen over een korte brug tot een kunstmatig aangelegd eiland, Subway Island, en een tweede brug over het zuidelijk deel van Jamaica Bay, wat the South Channel genoemd wordt, om bij Hammels Wye op de Rockaways te splitsen voor de bediening in oostelijke en westelijke richting van The Rockaways door respectievelijk de hoofdlijn en de Rockaway Park Shuttle. Op weekdagen tijdens de spitsuren zijn er ook vijf A-treinen die in de richting van het spitsverkeer mee de stations van het metrolijntraject van de Rockaway Park Shuttle bedienen en vervolgens doorrijden ten noorden van Broad Channel als andere A-treinen door Queens en Brooklyn tot in Manhattan.

## Geschiedenis
De lijn werd gebouwd in 1880 als de "New York, Woodhaven and Rockaway Railroad". De spoorwegmaatschappij die de lijn bouwde en uitbaatte werd opgericht in 1877 en de lijn werd gebouwd om de badplaatsen in de Rockaways beter te dienen, en de reistijden met 30 minuten in te korten in vergelijking met de bestaande South Side Railroad route die meer oostelijk op Long Island de verbinding maakte tussen de landtong van The Rockaways en het spoorwegnet naar het centrum van New York. De Long Island Rail Road (LIRR) kocht de kleinere maatschappij over in 1887. De lijn ten zuiden van Woodhaven Junction werd geëlektrificeerd in 1905. De pontonbrug over Jamaica Bay was meermaals het slachtoffer van schade door talrijke branden, wat een zware tol hief op de rentabiliteit van de lijn. Een brand op 7 mei 1950, die de treindienst in het midden van de lijn onderbrak, was de laatste druppel. Gezien de LIRR toen eigenlijk failliet was, werd de treindienst nadien niet meer hersteld. Service naar Far Rockaway en Rockaway Park liepen oostwaarts door Valley Stream. Service op de Rockaway Beach Branch eindigde aan Hamilton Beach.
De lijn werd vervolgens gekocht door de New York City Transit Authority in 1952, en de lijn ten zuiden van Ozone Park werd buiten dienst genomen in juni 1955 om de conversie van de lijn naar de metroservice mogelijk te maken. Op 26 juni 1956 werd de volledige lijn terug geopend, ditmaal met een bediening door metrostellen. De MTA had een verbinding gebouwd tussen de IND Fulton Street Line en de Rockaway Line op Liberty Avenue gebouwd met behulp van de oude Fulton Street Elevated viaductcomponenten.

## Stations
Met het pictogram van een rolstoel zijn de stations aangeduid die ingericht zijn in overeenstemming met de Americans with Disabilities Act van 1990.
| Station                          |  | Dienst | Opmerkingen                    |
| -------------------------------- |  | ------ | ------------------------------ |
| Aqueduct Racetrack               |  |        |                                |
| Aqueduct-North Conduit Avenue    |  |        |                                |
| Howard Beach-JFK Airport         |  |        | Overstap AirTrain JFK          |
| Broad Channel                    |  |        | Overstap Rockaway Park Shuttle |
| Beach 67th Street-Gaston         |  |        |                                |
| Beach 60th Street-Straiton       |  |        |                                |
| Beach 44th Street-Frank Avenue   |  |        |                                |
| Beach 36th Street-Edgemere       |  |        |                                |
| Beach 25th Street-Wavecrest      |  |        |                                |
| Far Rockaway-Mott Avenue         |  |        |                                |
| Traject Rockaway Park Shuttle    |  |        |                                |
| Beach 90th Street                |  |        |                                |
| Beach 98th Street                |  |        |                                |
| Beach 105th Street               |  |        |                                |
| Rockaway Park-Beach 116th Street |  |        |                                |

 ·  ·  ·  ·  ·  ·  ·  ·  · 